# Félix Guattari
Félix Guattari (pronunciación en francés: /feˈliks ɡataˈʁi/ (escucharⓘ); Villeneuve-les-Sablons, 30 de marzo de 1930-Cour-Cheverny, 29 de agosto de 1992) fue un psicoanalista, filósofo, semiólogo, activista, novelista, poeta, dramaturgo y guionista francés. Fundó el esquizoanálisis y la ecosofía. Es conocido por sus colaboraciones con Gilles Deleuze, sobre todo Anti-edipo (1972) y Mil mesetas (1980), los dos volúmenes de Capitalismo y esquizofrenia.
Próximo a Jean Oury y a su hermano Fernand, trabajó durante toda su vida en la clínica de La Borde, centro destacado de la psicoterapia institucional. Siguió largo tiempo el seminario de Jacques Lacan, que fue su psicoanalista. Tomó distancias respecto al «lacanismo» a partir de su colaboración con Gilles Deleuze (es él el inventor del término «desterritorialización»). Militante de izquierda, Guattari ha sostenido numerosas causas de minorías en el contexto de la mundialización (apoyando a los palestinos en 1976, a los obreristas italianos en 1977, el proceso de re-democratización de Brasil a partir de 1979, etc.).

## Filosofía
Félix Guattari no cree que sea posible aislar el elemento inconsciente en el lenguaje o estructurarlo dentro de unos horizontes significantes. Por el contrario, el inconsciente remite a todo un campo social, económico y político. Los objetos del deseo se determinan como realidad coextensiva al campo social (y en consecuencia a aquel definido por la economía política).
Una cartografía de la subjetividad, para tener un alcance analítico, debe según él deshacerse de todo ideal de cientificidad. Dicha cartografía se basaría en una contundente crítica de los métodos de subjetivación subordinados al régimen identitario y al modelo de la representación, sobre lo que la psicoanalista y colaboradora Suely Rolnik llama «el malestar en la diferencia». La ética de Guattari consiste en oponer a este ideal un constructivismo ontológico a todos los niveles, tanto en el caso de aprehensión de los niveles etológicos en los bebés como en el de la función existencial del rock en los jóvenes, e incluso en el de la aprehensión pática en la psicosis, en que pueden ser incluidos los más diversos componentes semióticos (incorporación de la ciencia o de los medios de comunicación como elementos de la novela familiar moderna, por ejemplo). Por ello debería aceptarse que la psique es el resultado de componentes múltiples y heterogéneos. Ella desarrolla el registro verbal, pero también los medios de comunicación no verbales, las relaciones con el espacio arquitectónico, los comportamientos etológicos, los estatutos económicos, las aspiraciones éticas y estéticas, etc. Esto implica que no se puede tomar la subjetividad como algo dado, configurado por las estructuras universales de la psique, sino que, al contrario, permite suponer mecanismos diferenciados de subjetivación. Ello se debe a que el inconsciente no es estructural, sino procesual; no puede darse referido solamente al quehacer familiar y cotidiano, a dicha "novela familiar", sino igualmente a las maquinarias técnicas y sociales. No puede dirigirse solamente hacia el pasado, sino también hacia el futuro.
Pensador de la natalidad, de los comienzos, la búsqueda radical de Guattari de una capacidad para dar forma conceptual y pragmática a interrogantes existenciales, para reintegrar la complejidad de los individuos, su libido, sus sueños e inclinaciones en la ecuación política, le llevan a promover lo que llamará una ecosofía.

## El CERFI
Guattari estuvo en el origen del Centro de Estudios, Investigaciones y Formación Institucionales (Centre d'Etudes, de Recherches et de Formation Institutionnelles) (CERFI, 1965-1987), cuya revista Recherches publicó decenas de números especiales, aproximaciones amoralistas al trabajo, a la escuela, a las toxicomanías, a las diversas manifestaciones del feminismo y de la homosexualidad, a las llamadas «perversiones»...
En la línea tradicional de la crítica de las ciencias humanas y, en particular, de la historia, la primera aportación original del CERFI concierne a la revisión del psicoanálisis; su segunda "marca distintiva" es el acercamiento «genealógico» a la historia, centrado en los fenómenos del «poder», senda que ya Nietzsche (La genealogía de la moral) y Foucault (Historia de la locura en la época clásica) habían señalado.
El análisis institucional que el Centro se propone como tarea explora de este modo un vasto campo que va desde la historia del Estado (equipamientos colectivos, urbanismo, administración central) a la historia social (desde la clase obrera hasta los colectivos más marginales).
La facultad crítica de la gente del CERFI (entre la que cabría contar a Anne Querrien, Numa Murard, François Fourquet, Liane Mozère...) se ha desarrollado de manera específica en los campos siguientes: nosología psiquiátrica, teoría de la pedagogía, ciencias de la infancia, urbanismo como ciencia o «urbanología» y, en fin, economía.

## Ensayos sobre Félix Guattari
- Sande Cohen, « Pour une lecture de La révolution moléculaire», Chimères, n°29, 1996
- Pascale Criton, « Ars Anima, pour une sensibilité du réel», Chimères, n°25, 1995 (en Chaosmose)
- Gabriela Berti, Félix Guattari, los ecos del pensar. Entre filosofía, arte y clínica; Barcelona; Hakabooks 2013